# 内利皮夫卡

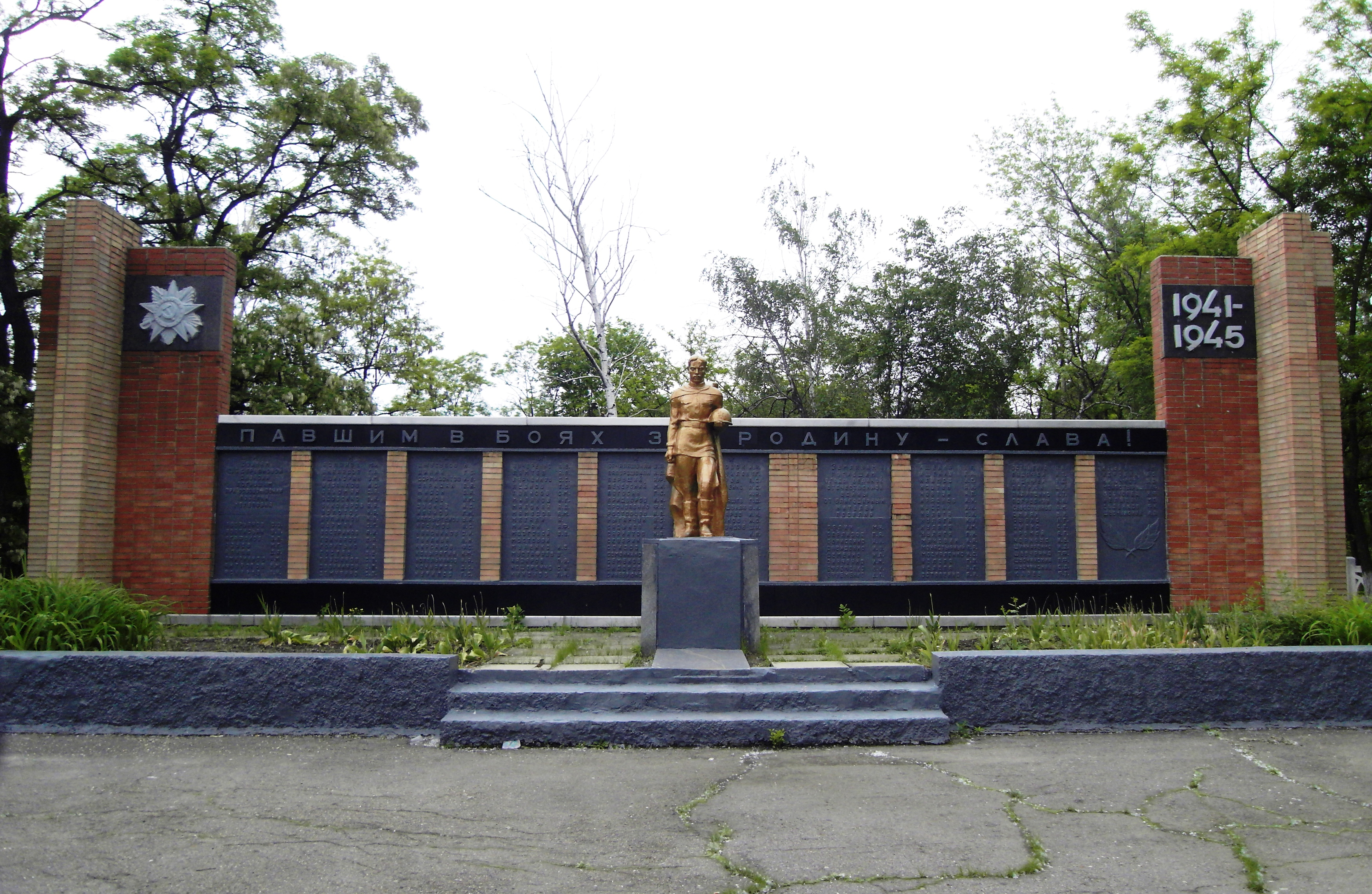
英雄墓

内利皮夫卡（烏克蘭語：Неліпівка），是烏克蘭東部頓涅茨克州巴赫穆特区托雷茨克市镇内的市級鎮。處於克里維托雷茨河畔，距離頓涅茨克49公里，海拔高度90米，2022年人口977。2024年9月30日，俄羅斯武裝部隊在佔領諾夫戈羅德西克後，隨即佔領内利皮夫卡。